# Ягдпанцер IV
Jagdpanzer IV (Sd.Kfz. 162) е немски унищожител на танкове от времето на Втората световна война. Машината е безкуполна, изградена на основата на шасито на танка Panzerkampfwagen IV и въоръжена със 75-mm оръдие Pak 39 с дължина 48 калибъра. В по-късните варианти оръдието е заменено с по-мощното 75-мм StuK L/70. Разработен е като заместник на Sturmgeschütz III, въпреки нежеланието на главния инспектор на бронетанковите войски генерал Хайнц Гудериан. Той счита за безсмислено отклоняването на ресурси от производството на Panzerkampfwagen IV, тъй като щурмовите оръдия Stug III все още се представят задоволително. Официално името Jagdpanzer IV е давано на първите серии, въоръжени с оръдие Pak 39 L/48, модификациите с оръдие StuK L/70 се наричат само Panzer IV/70 (V).

## История
През есента на 1942 г. Службата по въоръжение на сухопътните войски (Heereswaffenamt) дава задание за разработка на нова бронирана машина за борба с противниковите танкове с параметри: 100 mm дебелина на челната броня, 40-50 mm на страничните бордове, скорост 26 km/h, клиренс 50 cm и възможно най-нисък профил. За въоръжение се предвижда противотанковото оръдие StuK L/70 (7,5 cm Sturmkanone 42 L/70) на Rheinmetall-Borsig AG, с цел взаимозаменяемост с танковете Panzerkampfwagen V Panther, въоръжени с танковия му аналог – KwK 42 L/70 (7,5 cm Kampfwagenkanone 42 L/70). Машината се разработва през зимата и пролетта на 1943 г. от Vomag (Vogtlandische Maschinenfabrik AG of Plauen). Първоначално е предвидено да се разработи ново шаси, но в крайна сметка за основа се използва шасито на Panzerkampfwagen IV Ausf. F – BW7. Поради недостиг на време и ресурси оръдието също е подменено – в първите предсерийни бройки е 7.5 cm Pak 39 L/43 (7,5 cm Panzerabwehrkanone 39). През септември 1943 г. пред Хитлер е представен дървен модел, а пред октомври и работещ метален прототип. На 16 декември 1943 г. новият танков унищожител представен пред Хитлер, на 17 декември е одобрен и от януари 1944 г. започва серийното му производство. През април 1944 г. е представена, а от август същата година започва да се произвежда модификацията с новото по-мощно оръдие – 7.5 cm StuK L/70, което може да поразява бронята на всички противникови танкове от това време. Общо до края на войната са произведени 1977 машини. Танковите унищожители са на въоръжение само в германската армия и не са доставяни на съюзническите държави. България и Румъния получават единични бройки от трофейните складове на съветската армия през 1945 г. След Втората световна война няколко машини са доставени на Сирия, вероятно от СССР или Чехословакия.
В края на 50-те и началото на 60-те по подобие на Jagdpanzer IV в Западна Германия е разработен танков унищожител с 90-mm оръдие на основата на американския танк М47 – Kanonenjagdpanzer, на въоръжение в Бундесвера от 1965 до 1990 г.

## Описание на конструкцията

### Компоновка
Машината има класическа компоновка – в предната част се намира трансмисионното и отделението за управление, в средната част – бойното отделение, а в задната част е двигателят.
В предната част са разположени главният фрикцион, скоростната кутия, механизмите за завиване, органите за управление, контролните прибори и радиостанция. Отпред са и местата за механик-водача – вляво от скоростната кутия, и отдясно за пълнача, който е и стрелец с картечницата, и радист.
В челната част на бойното отделение се намират оръдието и двете картечници – в по-късните версии картечницата над механик-водача е премахната. В него се разполагат мерачът – отляво и командирът – зад него.
Машинното отделение е отделено от бойното с метална преграда. В него са двигателят, двата радиатора и вентилаторите.

### Защита
Корпусът на машината е изграден от заварени бронирани листове. Челната броня е от два листа, с дебелина 60 mm (при Panzer IV/70 тя е увеличена на 80 mm). Бордовете са с дебелина 30 мм (при Panzer IV/70 достигат 40 mm), кърмата – 20 mm, а дъното 10 mm. Челната броня за разлика от танка Panzerkampfwagen IV е силно скосена с цел по-ефективна бронева защита. При прототипа челната част на бойното отделение е със заоблени стени, но в серийните модели е от прави листове. Първите машини имат и нанесено върху корпуса антимагнитно покритие цимерит (Zimmerit), но след септември 1944 г. той вече не се използва. Като допълнителна защита на бордовете се монтират 5-mm защитни екрани (при Panzer IV/70 (A) се използват и решетест тип екрани вместо плътни листове)

### Въоръжение
В предсерийните бройки е монтирано 75-mm оръдие Pak 39 L/43, заменено при серийното производство с Pak 39 L/48. Оръдието е с маска тип „свинска глава“ (Saukopfblende) и има дулен спирач. Боекомплектът за оръдието включва 79 унитарни снаряда. От август 1944 г. се монтира по-мощното оръдие 7,5 cm StuK 42 L/70.
Първоначално и то има дулен спирач както при танковете Panthera, но поради облаците прах, които се вдигат от него и закриват за секунди обзора на екипажа, е премахнат за сметка на преработката на противооткатните устройства. Боекомплектът му включва 55 унитарни снаряда, идентични с боеприпасите на Panthera – осколъчно-фугасни (образец 1942), бронебойни (обр. 39/42) и бронебойно-подкалибрени (обр. 40/42).
Като допълнително въоръжение в челната част са монтирани две 7,92-mm картечници MG-34, защитени с конични бронирани капаци и с боекомплект по 600 патрона. На по-късните модели картечницата е само една с боекомплект 1200 патрона. В най-късните версии (от февруари-март 1945 г.) на тавана над мерача се поставя приспособление с перископ и извита цев (Gebogene lauf) за картечен пистолет MP44, известен още и като Sturmgewehr 44, с който се стреля, без да се излиза от бойното отделение – система Machinenpistole Vorsatz P.
На някои от машините се монтира и 27-mm противопехотен гранатомет Nahverteidigungswaffe с боекомплект от 16 осколъчни гранати, изстрелвани от отвор на тавана.

### Двигател и трансмисия
Машината се задвижва от 12-цилиндров V-образен бензинов двигател „Maybach“ HL 120 TRM с водно охлаждане, с мощност 300 к.с. (221 kW). Резервоарите за бензин са с общ обем от 420 l, разположени в средата на корпуса, на пода на бойното отделение. Горивоподаването се осъществява от две горивни помпи Solex. Има два двукамерни карбуратора 40 JFF II.
Трансмисията се състои от скоростна кутия, карданна предавка, тридисков главен фрикцион със сухо триене Fichtel&Sachs 120/HD, планетен механизъм за завиване, бордови предавки и спирачки. Скоростната кутия е тип ZF (Zahnradfabrik Friedrichshafen AG) SSG 77 – 6-скоростна, тривална със съосно разположени водещ и воден вал и пружинно-дискови синхронизатори.
Ходовата част е същата както при PzKpfw IV Ausf F. Водещите колела са отпред, а ленивците и механизмът за натягане на веригата – отзад. На всеки борд има осем опорни ролки с гумен бандаж с диаметър 470 mm и четири поддържащи ролки. Опорните ролки са сдвоени в четири балансирани тельожки. Окачването на тельожките е от листови ресори. При Panzer IV/70 поради нарасналата тежест на предната част първите двойки опорни ролки от всяка страна са заменени с изцяло метални. В късните версии на при Panzer IV/70 поддържащите ролки са намалени на три от всяка страна. Веригите първоначално са същите като на PzKpfw IV със 101 трака, но после се използват вериги с облекчена конструкция с 99 трака. Ширината на траковете е 400 mm. През пролетта и есента за преодоляване на кални пътища се използват по-широки тракове, тип Ostketten.

### Наблюдение и комуникация
Наблюдението от бойните процепи се осъществява с призми от триплексов стъклоблок. Механик-водачът използва за наблюдение бинокулярен перископ – Fahrer 2 Winkelspiegel, монтиран в челната част на машината. За наблюдение и целеуказване командирът използва далекомер стереотръба ЕМ9, а мерачът – прибора TSF1. Прицелът на мерача е монокулярен, телескопичен – TZF1, в по-късните версии – Sfl. Z.F. 1a (Selbstfahrlafetten-Zielfernrohr) и Sfl. ZF 1c.
За радиовръзка се използва УКВ радиостанция FuG 5 SE 10 U, с обхват 6,4 km на телефония и 9,4 km на телеграфия. Машините на командирите на роти са оборудвани с FuG 8 с мачтова антена, а на командирите на батальони и полкове – FuG 7 с антена тип „звезда“. Вътрешната връзка се осъществява чрез танково разговорно устройство за четирима души.

## Варианти
Jagdpanzer IV 0-Serie – първи предсерийни бройки, произведени вероятно през декември 1943 г. Въоръжени са с оръдие 7.5 cm Pak 39 L/43.
Jagdpanzer IV (Sd.Kfz.162) – стандартна версия на машината. Въоръжена е с оръдие 7.5 cm Pak L/48. Официалното ѝ название е Sturmgeschütz neuer Art mit 7.5 cm Pak L/48 auf Fahrgestell PzKpfw IV. Произвеждана е от януари до ноември 1944 г. (общо между 769 и 784 бройки).
Panzer IV/70 (A) (Sd.Kfz.162/1) – вариант с оръдие 7,5 cm StuK 42 L/70, при който буквата А означава означава Alkett, по чийто дизайн тази модификация се произвежда в австрийския завод Nibelungenwerk. Разликата от версията (V) са правите странични бордове, използвани без промяна от PzKpfw IV, което прави машината с 40 cm по-висока. Произведени са общо 278 бройки.
Panzer IV/70 (V) (Sd.Kfz.162/1) – вариант с по-мощното оръдие 7,5 cm StuK 42 L/70. Буквата V означава производителя ѝ Vomag. Произвеждан е от август 1944 до април 1945 г. (общо между 930 и 940 бройки).

## Бойно използване
Jagdpanzer IV постъпва в бронеизтребителните подразделения на немските танкови дивизии през март 1944 г. За първи път влиза в бой в състава на дивизията „Херман Гьоринг“ в Италия. Използван е на Източния фронт в състава на 4-та и 5-а танкови дивизии, както на Западния фронт във Франция – в състава на Panzer-Lehr танкова дивизия, както и 9-а и 12-а СС танкови дивизии, които се сражават срещу дебаркиралите в Нормандия съюзници.
Panzer IV/70 (V) постъпва в танковите части през август, а влиза в бойни действия през декември 1944 г. на Западния фронт в операцията при Ардените. В боевете за Будапеща участват срещу съветските войски в състава на дивизията „Фелднерхале“ и 13 танкова дивизия. Повечето машини от типа Panzer IV/70 (A) са използвани за попълване на загубите на Източния фронт.
След Втората световна война е използван единствено по време на Израело-арабската война от 1967 г., където в състава на сирийските войски участват няколко Jagdpanzer IV.

## Jagdpanzer в България
Тъй като танковият унищожител е разработен сравнително късно и започва да навлиза в бойните части на Вермахта едва през март 1944 г. той не е заложен в програмите за доставка на военна техника за съюзниците. По време на втората фаза на т.нар. Отечествена война 1944-45 г. от трофейните складове на Трети украински фронт са доставени 2 машини: една Jagdpanzer IV с оръдие Pak L/48 и една Panzer IV/70 (V). Получени са на 17 март 1945 г. в Унгария от българските военни и заедно с други трофейни щурмови оръдия формират щурмова батарея към бронираната бригада към Първа българска армия. Машините са боядисани в тъмнозелената камуфлажна боя 4БО, използвана в РККА и с червени петолъчки като отличителни знаци (замазани по-късно от българските танкисти). След подписването на мирния договор машините са свалени от въоръжение. Едната машина – Panzer IV/70 (V), е изложена в двора на Националния военноисторически музей – София, а другата – Jagdpanzer IV, в средата на 50-те е вкопана на южната граница като дълговременно огнево съоръжение – част от укрепената отбранителна линия „Крали Марко“. През 2007 г. е извадена и реставрирана. Намира се в Музея на бойната слава в гр. Ямбол.